# 年度出版品
年度出版品，通常簡稱為年刊，是每年定期出版一次的期刊。儘管確切的定義可能有所不同，但年刊的類型包括：行事曆和曆書、目錄、年鑒、年度報告、議事錄和交易以及文學年鑒。週刊或月刊可能會製作一份「年刊」，其中包含與常規出版品類似的資料。一些百科全書出版了年度增刊，基本上總結了過去一年的新聞，類似於一些報紙年鑑。
對於圖書館和收藏家來說，年鑑在規模（數十或數百卷）和完整性（獲得沒有缺失卷的序列）方面都存在挑戰。它們的處理管道類似於連續出版品，這通常意味著標題是某個圖書館的目錄記錄，而不是依照年份的記錄。然後，單一記錄必須注明持有哪些卷（年）。
20世紀中後期，無論是在更專業的主題還是在流行的摘要中，報告科學成果和提供概述的年鑑出版量急劇增加。

## 歷史

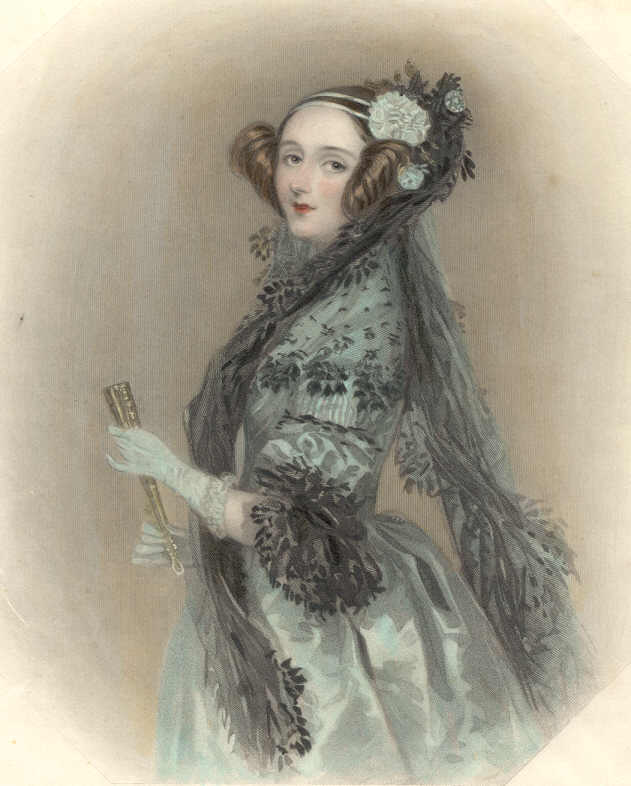
威廉·亨利·莫特對[阿達·洛夫萊斯]的手工水彩蝕刻。A hand watercolored etching etched by William Henry Mote of Ada Lovelace

一種名為「年刊」的新文學作品形式在1823年至1857年間風靡一時，並變得非常受歡迎，以至於很快每年出版17次。英國皇室增加了他們受歡迎的程度。除了它們包含了許多用鋼板雕刻的美麗女性的蝕刻版畫，它們與今天為大學校園製作的許多大學文學「書籍」非常相似。它們是當時的時尚雜誌。後來，為蝕刻版畫上色變得流行起來，《年刊》成為早期的著色書。後來，人們對「美」產生了强烈的反感，書籍的鋼板蝕刻也是如此，這種時尚也隨之結束。
從1824年到1857年，「年刊」是一種長期流行的時尚，始於英國，但蔓延到了美國。19世紀20年代的鋼板使圖書出版商能够大規模生產圖片。最初是一本「年刊」或節日禮物，後來變成了全年多達17個版本的書（但仍被稱為年刊）。布萊辛頓伯爵夫人和皇室的其她女性為這些作品做出了貢獻，改變了時尚。因為有女人版面的書定義了內容，這種時尚有時被稱為「美」。

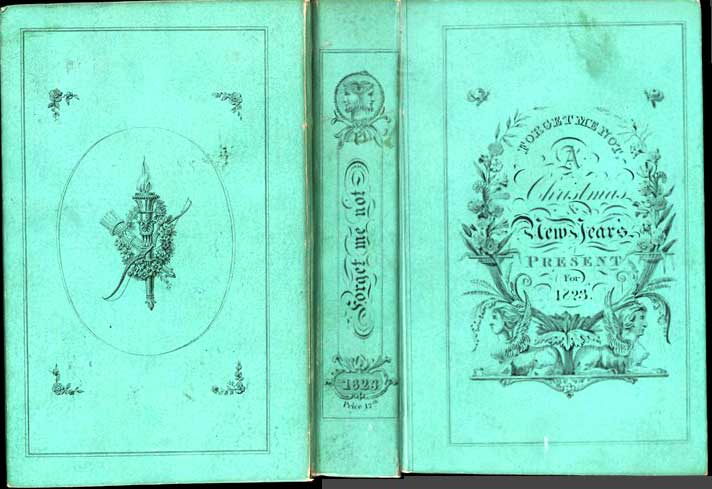
早期1822/3年的年刊。

在一本書中，鋼板被損壞，被簡單地用另一張女人的照片作替代品。插圖往往與文字內容無關。文字的內容往往質量很差，《美國美女之書》中有一個關於監獄折磨的故事，並配有一個漂亮女人和一隻哈巴狗的插圖。《美國美麗之書》也有幾本不同順序的肖像書。《建康之美》的一個版本是以大學為主題，其中包含詩歌、短篇小說等。由於1825年經濟危機，1826年對年刊來說不是好年頭。湯馬斯·胡德的諷刺詩《年刊之戰》發表於19世紀30年代。水彩畫在19世紀30年代開始流行，黑白蝕刻是當時的著色書。1842年，《倫敦畫報》第一卷第521頁，有諷刺圖片取笑年刊。1844年，有一篇文章將其稱為「mbecilic mania」；最後在1857年的《藝術雜誌》上出現了「年刊訃聞」。年畫的消亡和取代蝕刻的新攝影科技終結了大多數雕刻師的職業生涯。

## 年鑑
年刊是總結過去一年事件的書卷。其中最早的一本是《年度登記册》，自1758年以來在倫敦出版。 一個先驅是阿貝爾·博耶的《大不列顛政治國》（38卷，1711-29）。後續的例子包括《政治家年鑒》（1864年以來）和《每日郵報年鑒》（1901年以來）。德國早期的兩本書是《歐洲曆史日曆》，由海因裏希·舒爾茨和戈特洛布·埃格拉夫於1861年出版的《政治史》（28卷，1908-1936）。